# Teddy Teuma
Teddy Teuma (Toulon, 30 september 1993) is een Maltees-Frans voetballer die sinds juli 2023 uitkomt voor Stade de Reims. Teuma speelt op de positie van middenvelder.

## Carrière
Teuma begon zijn seniorencarrière bij Hyères FC, waarmee hij vier seizoenen in de CFA speelde. In de zomer van 2015 zette hij een stap hogerop door voor derdeklasser US Boulogne te tekenen. Na twee seizoenen stapte hij over naar reeksgenoot Red Star FC, waarmee hij in zijn eerste seizoen kampioen werd in de Championnat National. Teuma draaide vervolgens nog een half seizoen mee in de Ligue 2, alvorens in januari 2019 over te stappen naar de Belgische tweedeklasser Union Sint-Gillis. Hij droeg sinds het seizoen 2020/21 de aanvoerdersband, die hij overnam van de naar KVC Westerlo vertrokken Pietro Perdichizzi. In juli 2023 maakte hij de overstap naar Stade de Reims.

## Clubstatistieken
| Seizoen     | Club              | Competitie           | Competitie | Competitie | Competitie | Beker | Beker | Beker | Internationaal | Internationaal | Internationaal | Totaal | Totaal | Totaal |
| Seizoen     | Club              | Competitie           | Wed.       | Dlp.       | Ass.       | Wed.  | Dlp.  | Ass.  | Wed.           | Dlp.           | Ass.           | Wed.   | Dlp.   | Ass.   |
| ----------- | ----------------- | -------------------- | ---------- | ---------- | ---------- | ----- | ----- | ----- | -------------- | -------------- | -------------- | ------ | ------ | ------ |
| 2015/16     | US Boulogne       | Championnat National | 24         | 0          | 1          | 1     | 0     | 0     | —              | —              | —              | 25     | 0      | 1      |
| 2016/17     | US Boulogne       | Championnat National | 31         | 2          | 0          | 0     | 0     | 0     | —              | —              | —              | 31     | 2      | 0      |
| Club Totaal | Club Totaal       | Club Totaal          | 55         | 2          | 1          | 1     | 0     | 0     | 0              | 0              | 0              | 56     | 2      | 1      |
| 2017/18     | Red Star FC       | Championnat National | 30         | 5          | 2          | 3     | 1     | 0     | —              | —              | —              | 33     | 6      | 2      |
| 2018/19     | Red Star FC       | Ligue 2              | 13         | 1          | 1          | 3     | 0     | 0     | —              | —              | —              | 16     | 1      | 1      |
| Club Totaal | Club Totaal       | Club Totaal          | 43         | 6          | 3          | 6     | 1     | 0     | 0              | 0              | 0              | 49     | 7      | 3      |
| 2018/19     | Union Sint-Gillis | Proximus League      | 14         | 0          | 3          | 2     | 0     | 0     | —              | —              | —              | 16     | 0      | 3      |
| 2019/20     | Union Sint-Gillis | Proximus League      | 27         | 5          | 7          | 2     | 0     | 0     | —              | —              | —              | 29     | 5      | 7      |
| 2020/21     | Union Sint-Gillis | Proximus League      | 25         | 5          | 7          | 2     | 0     | 1     | —              | —              | —              | 27     | 5      | 8      |
| 2021/22     | Union Sint-Gillis | Jupiler Pro League   | 38         | 6          | 9          | 2     | 1     | 0     | —              | —              | —              | 40     | 7      | 9      |
| 2022/23     | Union Sint-Gillis | Jupiler Pro League   | 17         | 5          | 7          | 2     | 0     | 1     | 8              | 3              | 3              | 27     | 8      | 11     |
| Club Totaal | Club Totaal       | Club Totaal          | 121        | 21         | 33         | 10    | 1     | 2     | 8              | 3              | 3              | 139    | 25     | 38     |
| TOTAAL      | TOTAAL            | TOTAAL               | 219        | 29         | 37         | 17    | 2     | 2     | 8              | 3              | 3              | 244    | 34     | 42     |

Bijgewerkt op 4 november 2021.

## Interlandcarrière
In augustus 2020 werd Teuma, die geboren en getogen is in Frankrijk maar verre roots in Malta heeft, opgeroepen voor het Maltees voetbalelftal voor de UEFA Nations League-wedstrijden tegen Faëroer en Letland. Teuma debuteerde op 3 september 2020 in de interland tegen Faëroer, waarin hij elf minuten voor tijd inviel voor Matthew Guillaumier.

## Palmares
| Kampioen Eerste Klasse B | 1x | 2020/2021 |